# Felix Sturm
Felix Sturm (eredeti neve:Adnan Ćatić) (Leverkusen, 1979. január 31.) bosnyák származású német ökölvívó.

## Amatőr eredményei
- 1998-ban német nagyváltósúlyú bajnok.
- 1999-ben német nagyváltósúlyú bajnok.
- 2000-ben Európa-bajnok nagyváltósúlyban. A selejtezők során legyőzte Balzsay Károlyt.
- 122 mérkőzéséből 113 nyert meg.

## Profi karrierje
- 2003. szeptember 13. – 2004. június 5. világbajnok WBO
- 2006. március 11. – 2006. július 15. világbajnok WBA
- 2007. április 28-tól világbajnok WBA

2003. szeptember 13-án az argentin Hector Javier Velazco legyőzésével lett a WBO középsúlyú világbajnoka. A spanyol Ruben Varon Fernandez elleni sikeres címvédés után az amerikai Oscar De La Hoya ellen vitatható pontozással vesztette el címét.
2006. március 11-én a szamoai Maselino Masoe legyőzésével megszerezte a WBA középsúlyú övét, amit a következő meccsén a spanyol Javier Castillejóval szemben veszített el.
2007. április 28-án a visszavágón legyőzte Castillejot és azóta Sturm a WBA bajnok.
2008. április 5-én a düsseldorfi Universum gála főmérkőzésén a hetedik meneteben technikai kiütéssel védte meg világbajnoki címét az ausztrál Jamie Pittmannel szemben.
49 mérkőzéséből 40-et nyert meg, 6-ot vesztett el és 3 végződött döntetlennel.

## Külső hivatkozások
- személyes honlapja (német)
- képek és adatok(német, angol)
- profi mérkőzései (angol)